# Duché de Camerino
1259-–1515
1515-–1539
Le duché de Camerino (anciennement seigneurie de 1259 à 1515 environ) était un petit État indépendant, enclave au sein des États papaux, gouverné pendant près de 300 ans par la famille Da Varano, originaire du duché de Lombard de Spolète. En 1515, le dernier gentilhomme, Giovanni Maria, a été créé duc par le pape Léon X, mais le nouveau rang n’a duré que jusqu’en 1539.

## Histoire
L'État de Camerino était entouré par les possessions pontificales, Matelica, San Severino, Fabriano, Nocera, Foligno, Visso, Amandola, Sarnano, San Ginesio et Tolentino.
Sa position était stratégique entre les États pontificaux et le duché d'Urbin : tous deux avaient des vues sur l'annexion de Camerino. Pour cette raison, le système défensif de la seigneurie de Varano était solide et étendu avec la forteresse de Varano, encore en partie visible et siège du percepteur des impôts dont le rôle consistait à percevoir le péage sur la route qui menait de Rome à la mer Adriatique); les forteresses de Spinoli et de Santa Lucia, la forteresse d'Ajello.
En 1502, Camerino est pris par César Borgia. Les hommes de Da Varano sont faits prisonniers et tués en prison. Seul  Giovanni Maria, le dernier fils, échappe au massacre  et en 1503 reprend possession du duché grâce à son mariage avec Caterina Cybo (it), fille de Madeleine de Médicis et nièce de Léon X il obtient de ce pontife l'élévation des anciennes possessions au rang de duché avec transmissibilité du titre par héritage. Le mariage de Giulia da Varano, seule descendante légitime de Giovanni Maria, avec Guidobaldo II della Rovere, suscite les préoccupations du pape, qui voit une grande partie de la Marca se réunir sous une seule dynastie. En 1539, Giulia da Varano renie, avec compensation de 78 000 ducats d'or, ses droits sur le duché et c'est Octave Farnèse, en 1540, au cours d'un consistoire secret qui est nommé duc héréditaire de Camerino et seigneur de Nepi au détriment des de Varano mais il abandonne ce fief dès que son père devint duc de Parme en 1545.

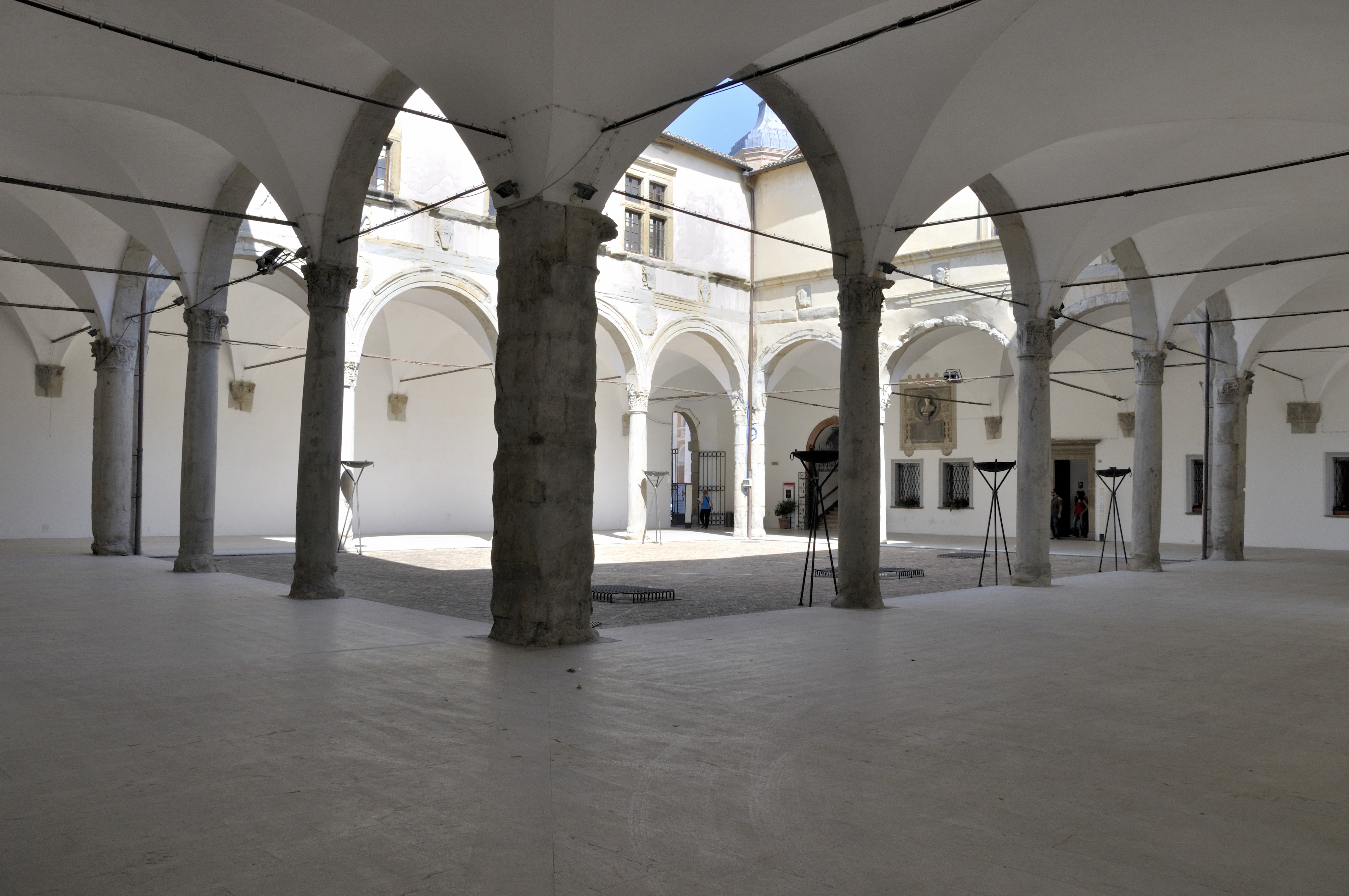
Le palais ducal à Camerino

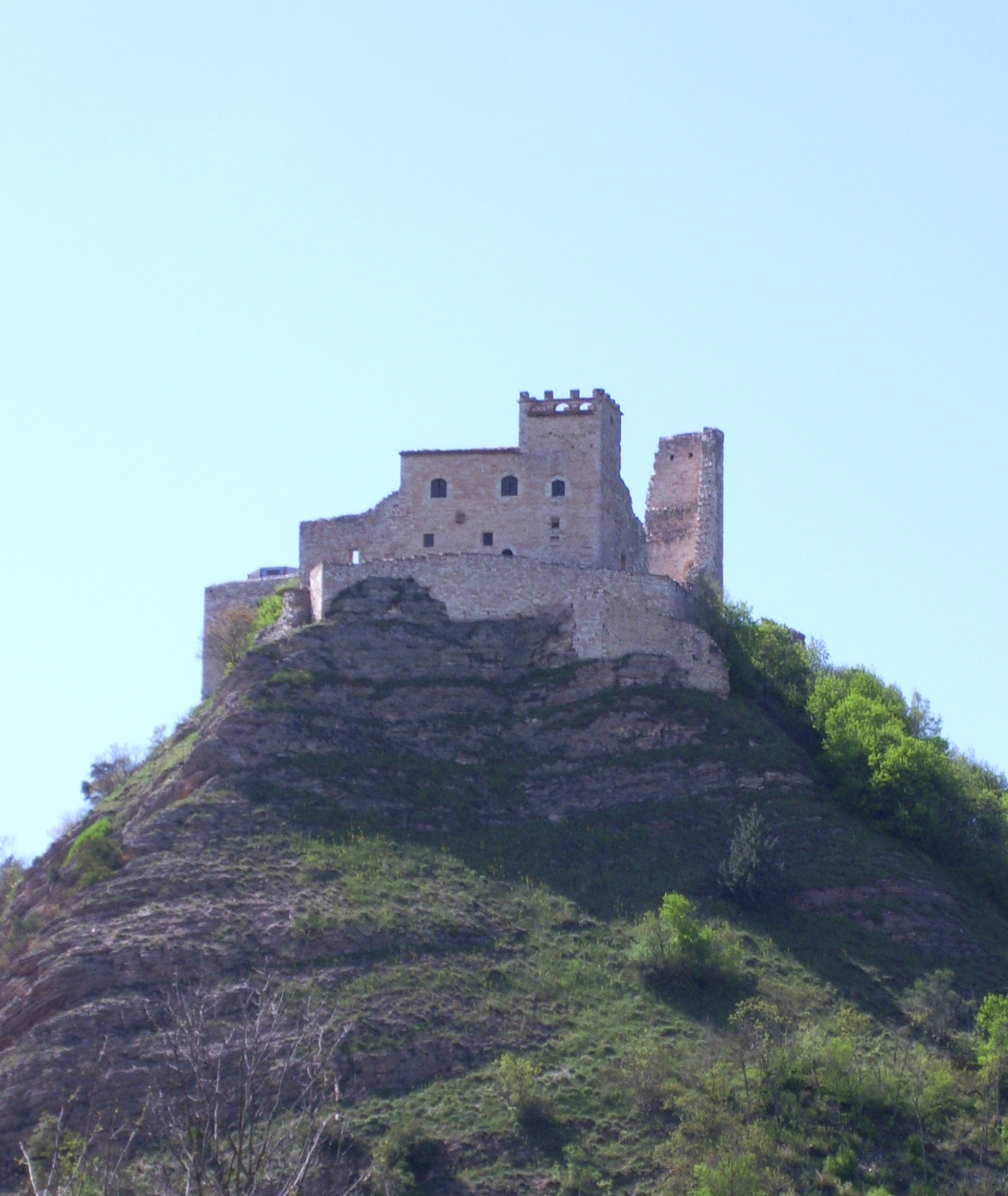
Rocca Varano

## Souverains de Camerino (vers 1259-1539)[6]
| Titre        | Prénom              | Règne                     | Conjoint                                                               | Notes                                                                            |
| Seigneur     | Gentile I (it)      | environ 1259 - 1284       | Alteruccia d'Altino                                                    |                                                                                  |
| Seigneur     | Berardo I (it)      | 1284 - 1325               | Emma                                                                   |                                                                                  |
| Seigneur     | Rodolfo I (it)      | 1284 - 1316               | Galatea                                                                | Avec Berardo I                                                                   |
| Seigneur     | Gentile II (it)     | 1325 - 1355               | Gentilesca                                                             | Fils de Berardo I.                                                               |
| Seigneur     | Berardo II (it)     | 1335 - 1341               | Bellafiore Brunforte de San Ginesio                                    | Associé à son père Gentile II qu'il a encouragé.                                 |
| Seigneur     | Rodolfo II (it)     | 1355 - 1384               | Paolina di Mogliano, Camilla Chiavelli (it)                            | Fils de Berardo II.                                                              |
| Seigneur     | Giovanni I (it)     | 1384 - 1385               |                                                                        |                                                                                  |
| Seigneur     | Gentile III (it)    | 1385 - 1399               | Teodora Salimbeni                                                      | Frère cadet de Rodolphe II.                                                      |
| Seigneur     | Rodolfo III (it)    | 1399 - 1424               | Elisabetta Malatesta, Costanza Smeducci                                |                                                                                  |
| Seigneur     | Piergentile (it)    | 1424 - 1433               | Elisabetta Malatesta (it)                                              |                                                                                  |
| Seigneur     | Giovanni II (it)    | 1424 - 1433               | Bartolomea Smeducci                                                    | Avec Piergentile                                                                 |
| Seigneur     | Rodolfo IV (it)     | 1444 - 1464               | Camilla d'Este                                                         | 1434-1444, perte de la seigneurie et naissance de la République de Camerino.     |
| Seigneur     | Giulio Cesare (it)  | 1444 - 1502               | Giovanna Malatesta                                                     | Avec Rodolfo IV.                                                                 |
| Seigneur     | Venancio (it)       | 1502 - 1502               | Maria Della Rovere                                                     | Gouvernement César Borgia.                                                       |
| Seigneur Duc | Giovanni Maria (en) | 1502 ; 1504 - 1515 - 1527 | Caterina Cybo (en) régente duchesse (1527 - 1535)                      | 1515, début du duché.                                                            |
| Duchesse     | Giulia              | 1527 - 1539               | Guidobaldo II Della Rovere, duc d'Urbin, duc de Camerino (1534 - 1539) | 1539, extinction du duché et remise du pape Paul III à son neveu Octave Farnèse. |